# Neobisium schawalleri
Neobisium schawalleri är en spindeldjursart som beskrevs av Henderickx 2000. Neobisium schawalleri ingår i släktet Neobisium och familjen helplåtklokrypare. Inga underarter finns listade i Catalogue of Life.